# Dohrniphora lamella
Dohrniphora lamella är en tvåvingeart som beskrevs av Borgmeier och Prado 1975. Dohrniphora lamella ingår i släktet Dohrniphora och familjen puckelflugor. Inga underarter finns listade i Catalogue of Life.